# Kabinet van de Vicepresident
Het Kabinet van de Vicepresident is de bestuursdienst van de vicepresident van Suriname. Suriname heeft een vicepresident sinds de Grondwet van Suriname in 1987 werd ingevoerd; echter is niet bekend sinds wanneer deze bestuursdienst in het leven is geroepen. Het Directoraat Volkscommunicatie (DVC) maakt er deel van uit. 
Het Kabinet is sind 2025 gevestigd in het voormalige perscentrum aan de Zeelandiaweg. Daarvóór was het gevestigd in het Frank Essed Gebouw aan de Dr. Sophie Redmondstraat in Paramaribo. 

## Functioneren
Het Kabinet is verantwoordelijk voor de administratieve ondersteuning van de vicepresident bij het uitvoeren van zijn of haar taken. Begin 2023 waren er meer dan vierhonderd mensen werkzaam voor het Kabinet.
De vicepresident van Suriname (vp) heeft de grondwettelijke taak voor de dagelijkse leiding van de Raad van Ministers (RvM). De president, RvM en vp vormen samen de regering van Suriname. Bij afwezigheid van de president is de vp ook de waarnemend president.

## Vernielingen (2020)
In de laatste dagen van vicepresident Ashwin Adhin viel het Kabinet ten prooi aan diefstal en vernieling van computers en media-apparatuur. Er werd voor ruim 30.000 euro apparatuur vernield die ten dele nog geen half jaar eerder was aangeschaft, zodat zijn opvolger hier geen gebruik van kon maken. Adhin was aanvankelijk een van de verdachten in het strafrechtelijk onderzoek, als opdrachtgever, maar werd in november 2023 door de rechter vrijgesproken.

## Gebrekkige persvrijheid (2021)
Onder het vicepresidentschap van Ronnie Brunswijk ervoeren journalisten in november 2021 een gebrek aan persvrijheid op het Kabinet. In deze maand klaagden meerdere journalisten dat ze na kritische vragen waren bedreigd door een lid van de bewaking. Voor een van de journalisten was dat de aanleiding om in de kop boven een post op Facebook te schrijven: "Nooit meer naar het Kabinet van de Vicepresident". Hij wilde de vakbondsleider van de Confederatie van Organisaties van Landsdienaren (COL) filmen die een opstootje had voor het Kabinet. De journalist kreeg toen een verhitte waarschuwing van een bewaker om niet te filmen.
Enkele weken later mishandelden bewakers van Brunswijk elders in de stad de journalist Jason Pinas. Surinaamse media besloten vervolgens om Brunswijk twee maanden lang te boycotten, door geen verslag in welke hoedanigheid dan ook over hem te doen. Brunswijk reageerde dat hij niet verantwoordelijk zou zijn voor het gedrag van zijn bewakers. De reactie van de woordvoerder van zijn Kabinet, Humphrey Dundas, liet evenwel weten de aanvaring tussen de beveiliging en Pinas "te betreuren". In de opvolgende week hielden journalisten om dezelfde reden meermaals stille protesten voor het Kabinet van de President. Ook besloten ze om de vicepresident twee maanden lang te boycotten door niet over hem te berichten.